# Злочинність в Україні

Рівень злочинності в Україні стрімко зростав протягом 1990-х років, досягнувши свого піку у 2000 році, після чого почався зворотній процес який тривав до 2009 року, коли українська економіка увійшла у глобальну фінансову кризу. 
Починаючи з 2017 року в Україні триває покращення криміногенної ситуації, попередні дані статистики по злочинності у 2020 році є найкращими за десятиліття.
Історично збільшення злочинності почалося ще у часи СРСР, із початком масового будівництва та урбанізації. Якщо у 1960-х роках в Українській РСР щороку фіксували 130 тисяч злочинів, то 1990 року — майже 370 тисяч.
Європейський інститут з попередження злочинності й контролю над нею відзначає, що в середньому пострадянські країни мають найбільше засуджених у Європі, однак Україна входить до числа країн світу, де кількість засуджених найсуттєвіше зменшилась.
Коефіцієнт судимості в другій половині 1990-х років становив 40-50, а в середині 2000-х років — 34-37 засуджених 10 тис. середньорічного населення. Кількість засуджених в Україні від 1990 року (104 тисячі осіб) поступово зростала, була найбільша в 1996—2000 роках (230—240 тисяч) і відтоді знижується. Станом на кінець 2019 року кількість засуджених в Україні становила 55 тисяч осіб.
Громадянські протистояння після початку Революції гідности продовжилися в багатьох регіонах України, їхнім наслідком стали масові сутички та теракти з великою кількістю жертв: протистояння в Україні 18—21 лютого 2014 року, пожежа в одеському Будинку профспілок, теракт під час Маршу єдності в Харкові (2015).
Серед найрезонансніших убивств у новітній історії України:
- Убивство Євгена Щербаня
- Убивство Георгія Гонгадзе
- Убивство Оксани Макар
- Вибухи в Дніпропетровську
- Убивство в ТРЦ «Караван»
- Убивство Павла Шеремета
- Убивство Катерини Гандзюк
- Убивство Валерія Олійника

## Статистика
| рік  | всього злочинів | к-ть осіб які вчинили злочин | к-ть потерпілих | к-ть тяжких злочинів | к-ть злочинів вчинених неповнолітніми | к-ть убивств | к-ть ув'язнених |
| ---- | --------------- | ---------------------------- | --------------- | -------------------- | ------------------------------------- | ------------ | --------------- |
| 1990 | 369 809         |                              |                 |                      |                                       |              | 116 000         |
|      |                 |                              |                 |                      |                                       |              |                 |
| 1995 | 641 860         |                              |                 |                      |                                       |              | 204 000         |
|      |                 |                              |                 |                      |                                       |              |                 |
| 2000 | 567 795         | 309 057                      |                 | 205 236              |                                       | 4 806        | 218 083         |
|      |                 |                              |                 |                      |                                       |              |                 |
| 2005 | 485 725         | 237 187                      | 309 208         | 220 839              | 26 470                                | 2 503        | 188 465         |
|      |                 |                              |                 |                      |                                       |              |                 |
| 2010 | ▲500 902        | ▼226 385                     | ▲321 228        | ▼178 947             | ▲17 342                               | ▲2 356       | ▲147 716        |
| 2011 | ▲515 833        | ▼225 517                     | ▼343 159        | ▼171 119             | ▼17 846                               | ▼2 506       | ▲154 027        |
| 2012 | ▼443 665        | ▼194 992                     | ▼302 563        | ▼145 733             | ▼14 238                               | ▼2 261       | ▼154 029        |
| 2013 | ▲563 560        | ▼149 560                     | ▲426 651        | ▲156 131             | ▼8 781                                | ▼1 955       | ▼147 112        |
| 2014 | ▼529 139        | ▼124 246                     | ▼393 532        | ▼154 216             | ▼7 467                                | ▲4 389       | ▼126 937        |
| 2015 | ▲565 182        | ▼115 833                     | ▲412 689        | ▲177 855             | ▼7 171                                | ▼3 004       | ▼73 431         |
| 2016 | ▲592 604        | ▼99 307                      | ▼444 617        | ▼213 521             | ▼5 230                                | ▼1 726       | ▼69 997         |
| 2017 | ▼523 911        | ▲117 947                     | ▼374 238        | ▼198 074             | ▼5 608                                | ▼1 551       | ▼60 399         |
| 2018 | ▼487 133        | ▼117 071                     | ▼344 780        | ▼167 986             | ▼4 750                                | ▼1 508       | ▼57 100         |
| 2019 | ▼444 130        | ▼109 825                     | ▼301 792        | ▼140 468             | ▼4 088                                | ▼1 428       | ▼55 078         |
| 2020 | ▼335 000        | ▼93 000                      |                 |                      | ▼3 100                                | ▼1 326       | ▼49 823         |
| 2021 | ▼321 443        |                              |                 |                      | ▼2 600                                |              |                 |
| 2022 | ▲362 636        |                              |                 |                      |                                       |              |                 |
| 2023 | ▲369 929        |                              |                 |                      |                                       |              | ▼42 726         |

Порівняння основних показників злочинності на 100 000 населення, 2019.
| країна    | вбивств | ув'язнених |
| --------- | ------- | ---------- |
| Україна   | 3.4     | 131        |
|           |         |            |
| Польща    | 0.7     | 179        |
| Німеччина | 0.9     | 63         |
| Греція    | 0.9     | 108        |
| Росія     | 5.4     | 316        |